# پینگ‌یوم
پینگ جوم (به هلندی: Pingjum) یک منطقهٔ مسکونی در هلند است که در سودوست-فریسلان واقع شده‌است. پینگ جوم ۵۹۵ نفر جمعیت دارد.